# Cravanche
Cravanche es una comuna francesa situada en el departamento del Territorio de Belfort, de la región de Borgoña-Franco Condado.
Los habitantes se llaman Cravanchois.

## Geografía
Está ubicada al oeste de la aglomeración urbana de Belfort.

## Demografía
| 157 | 512 | 1 267 | 1 570 | 1 885 | 1 893 | 1 877 | 1 806 | 2 205 | 1 952 |
| Para los censos de 1962 a 1999 la población legal corresponde a la población sin duplicidades (Fuente: INSEE [Consultar]) |     |       |       |       |       |       |       |       |       |